# Tirupati (NMA)
Tirupati (NMA) is een census town in het district Tirupati van de Indiase staat Andhra Pradesh. 

## Demografie
Volgens de Indiase volkstelling van 2001 wonen er 25670 mensen in Tirupati (NMA), waarvan 47% mannelijk en 53% vrouwelijk is. De plaats heeft een alfabetiseringsgraad van 80%. 